# Sân bay Maridi
Sân bay Maridi (IATA: n/a, ICAO: HSMD) là một sân bay ở thị trấn Maridi, Nam Sudan.

## Vị trí
Sân bay nằm ở thị trấn Maridi, bang Tây Equatoria, gần biên giới quốc tế với Cộng hòa Dân chủ Congo.
Vị trí này cách Sân bay Quốc tế Juba khoảng 236 km (147 mi) về phía tây. Sân bay Maridi nằm trên độ cao 700 m (2.300 ft) so với mực nước biển.